# Jessica Gadirova
Jessica Gadirova (3 oktober 2004) is een Britse artistieke turnster van Ierse geboorte en Azerbeidzjaanse afkomst. Ze vertegenwoordigde Groot-Brittannië op de Olympische Zomerspelen van 2020 en won een bronzen medaille in het teamevenement. Ze is de wereldkampioene all-around van 2022, de eerste Britse vrouwelijke turnster die een individuele all-around medaille op mondiaal niveau behaalde, 2021 en 2022 Europees kampioen vloeroefening, 2021 Europees zilver op de sprong en 2021 Europees all-around bronzen medaillewinnaar. Ze nam deel aan de wereldkampioenschappen junioren van 2019 samen met haar tweelingzus Jennifer.

## Persoonlijk leven
Gadirova en haar tweelingzus Jennifer zijn geboren in Dublin, Ierland, en zijn van Azerbeidzjaanse afkomst. Hun vader, Natig Gadirov, en hun moeder komen uit Azerbeidzjan. Gadirova werd in Ierland geboren terwijl haar ouders daar enkele maanden werkten. Daardoor heeft zij zowel de Ierse als de Britse nationaliteit. Haar grootouders van vaderskant wonen in Bakoe: haar grootmoeder is een gepensioneerde kinderarts en haar grootvader is professor in de natuurkunde en wiskunde. Gadirova en haar zusje begonnen op zesjarige leeftijd met turnen omdat hun moeder wilde dat ze een uitlaatklep hadden voor hun energie.

## Loopbaan

### Senior

#### 2021
Gadirova werd senior in 2020, maar deed niet mee vanwege de wereldwijde COVID-19 pandemie. In april 2021 werd ze geselecteerd om Groot-Brittannië te vertegenwoordigen op de Europese kampioenschappen, samen met haar tweelingzus Jennifer (later vervangen door Phoebe Jakubczyk), Alice Kinsella en Amelie Morgan. Tijdens de kwalificaties kwalificeerde Gadirova zich voor de meerkampfinale ondanks een harde val van de evenwichtsbalk. Daarnaast kwalificeerde Gadirova zich als eerste voor de sprongfinale en als derde voor de vloeroefeningfinale. In de meerkampfinale won Gadirova de bronzen medaille achter de Russen Viktoria Listunova en Angelina Melnikova. Zij is na Ellie Downie de tweede Britse artistieke gymnaste die een meerkampmedaille wint op de Europese kampioenschappen. Tijdens de sprongfinale eindigde Gadirova als tweede achter Olympisch en Wereldwijd medaillewinnares Giulia Steingruber. Op de laatste dag van de wedstrijd won Gadirova goud op de vloeroefening vóór Melnikova en voormalig wereldkampioene allround Vanessa Ferrari, waardoor ze de eerste Britse kampioen vloeroefening werd sinds Beth Tweddle in 2010 won.
Op 7 juni werd Gadirova geselecteerd om Groot-Brittannië te vertegenwoordigen op de Olympische Zomerspelen van 2020, samen met haar tweelingzus Jennifer, Alice Kinsella en Amelie Morgan. Op de Olympische Spelen kwalificeerde Gadirova zich voor de meerkamp- en vloeroefeningfinale; daarnaast kwalificeerde Groot-Brittannië zich voor de teamfinale. Tijdens de teamfinale trad Gadirova op op sprong, ongelijke liggers en vloeroefening. Ze haalde al haar oefeningen en hielp Groot-Brittannië aan de bronzen medaille, hun eerste Olympische teammedaille in 93 jaar. Tijdens de meerkampfinale viel Gadirova van de evenwichtsbalk, maar ze eindigde toch op de 10e plaats. Daarmee werd ze de hoogst geplaatste Britse in een Olympische meerkampfinale en overtrof ze Becky Downie's 12e plaats in 2008. Tijdens de finale van de vloeroefening turnde Gadirova een foutloze oefening met een score van 14,000 en een zesde plaats.

#### 2022
In maart nam Gadirova deel aan de Engelse kampioenschappen waar ze de meerkamp won en ook goud pakte op sprong en vloer.
Later die maand nam Gadirova deel aan de Britse kampioenschappen in Liverpool, waar ze goud won op de meerkamp met een score van 54,650 voor haar Aylesbury-teamgenoten Ondine Achampong en haar zus Jennifer. Daarna won ze goud op sprong en vloer en zilver op balk. In juli werd Gadirova geselecteerd om deel te nemen aan de Europese Kampioenschappen naast haar zus Jennifer, Achampong, Georgia-Mae Fenton en Alice Kinsella. In augustus nam Gadriova deel aan de Europese Kampioenschappen. Ze scoorde op sprong en vloer voor de tweede plaats van Groot-Brittannië. Tijdens de finale won Gadirova voor het tweede opeenvolgende jaar goud op de vloeroefening. Gadirova werd ook uitgeroepen tot Gymnast van het Jaar 2021 door European Gymnastics samen met Boryana Kaleyn en Ferhat Arıcan.
In september werd Gadirova opgenomen in het team voor de wereldkampioenschappen van 2022, opnieuw aan de zijde van haar tweelingzus Jennifer, Achampong, Kinsella en Fenton. Ze hielp Groot-Brittannië zich te kwalificeren voor de teamfinale en individueel kwalificeerde ze zich voor de meerkamp-, sprong- en vloeroefeningfinale. Tijdens de teamfinale deed Gadirova mee aan het polsstokhoogspringen, de ongelijke liggers en de vloeroefening, waardoor Groot-Brittannië de zilveren medaille won en haar hoogste plaats op een wereldkampioenschap behaalde. Bovendien behaalde Gadirova de hoogste score op de vloeroefening van de wedstrijd. Tijdens de meerkampfinale werd Gadirova derde achter Rebeca Andrade en Shilese Jones, waarmee Groot-Brittannië zijn eerste WK-medaille won. Gadirova trok zich terug uit de sprongfinale. Op de laatste wedstrijddag nam ze deel aan de finale van de vloeroefening. Ze was de laatste deelnemer en behaalde met een score van 14,200 de titel. Ze werd de tweede Britse vrouw die de titel vloer oefening won na Beth Tweddle in 2009. Gadirova was de tweede Britse turnster die een gouden medaille won op deze Wereldkampioenschappen, nadat Giarnni Regini-Moran de dag ervoor de titel bij de mannen op de vloeroefening won. Met slechts 18 jaar en 34 dagen oud werd Gadirova de jongste Britse turnster die wereldkampioen werd.
· 1938: Matylda Pálfyová
· 1950: Helena Rakoczy  
· 1954: Tamara Manina
· 1958: Eva Bosáková  
· 1962: Larissa Latynina   
· 1966: Natalja Koetsjinskaja  
· 1970: Ljoedmila Toerisjtsjeva  
· 1974: Ljoedmila Toerisjtsjeva  
· 1978: Nelli Kim  
· 1979: Emilia Eberle  
· 1981: Natalia Ilienko  
· 1983: Ecaterina Szabo  
· 1985: Oksana Omelianchik  
· 1987: Jelena Sjoesjoenova / Daniela Silivaș
· 1989: Svetlana Boginskaja / Daniela Silivaș
· 1991: Cristina Bontaș / Oksana Tsjoesovitina
· 1992: Kim Zmeskal  
· 1993: Shannon Miller  
· 1994: Dina Kochetkova  
· 1995: Gina Gogean 
· 1996: Gina Gogean / Kui Yuanyuan
· 1997: Gina Gogean  
· 1999: Andreea Răducan  
· 2001: Andreea Răducan  
· 2002: Elena Gómez  
· 2003: Daiane dos Santos  
· 2005: Alicia Sacramone  
· 2006: Cheng Fei  
· 2007: Shawn Johnson  
· 2009: Beth Tweddle  
· 2010: Lauren Mitchell  
· 2011: Ksenia Afanasjeva
· 2013: Simone Biles
· 2014: Simone Biles
· 2015: Simone Biles
· 2017: Mai Murakami
· 2018: Simone Biles
· 2019: Simone Biles
· 2021: Mai Murakami
· 2022: Jessica Gadirova
· 2023: Simone Biles
1957: Larissa Latynina ·
1959: Polina Astachova ·
1961: Larissa Latynina ·
1963: Mirjana Bilić ·
1965: Věra Čáslavská ·
1967: Věra Čáslavská ·
1969: Olga Karasyova ·
1971: Ljoedmila Toerisjtsjeva ·
1973: Ljoedmila Toerisjtsjeva ·
1975: Nelli Kim ·
1977: Maria Filatova / Elena Mukhina ·
1979: Nadia Comăneci ·
1981: Maxi Gnauck ·
1983: Olga Bicherova / Ecaterina Szabo ·
1985: Jelena Sjoesjoenova ·
1987: Daniela Silivaș ·
1989: Svetlana Boginskaja / Daniela Silivaș ·
1990: Svetlana Boginskaja ·
1992: Gina Gogean ·
1994: Lilija Podkopajeva ·
1996: Lavinia Miloșovici / Lilija Podkopajeva ·
1998: Svetlana Chorkina / Corina Ungureanu ·
2000: Ludivine Furnon ·
2002: Alona Kvasha ·
2004: Cătălina Ponor ·
2005: Isabelle Severino ·
2006: Sandra Izbașa ·
2007: Vanessa Ferrari ·
2008: Sandra Izbașa ·
2009: Beth Tweddle ·
2010: Beth Tweddle ·
2011: Sandra Izbașa ·
2012: Larisa Iordache] ·
2013: Ksenia Afanasjeva ·
2014: Vanessa Ferrari / Larisa Iordache ·
2015: Ksenia Afanasjeva ·
2016: Giulia Steingruber ·
2017: Angelina Melnikova ·
2018: Mélanie de Jesus dos Santos ·
2019: Mélanie de Jesus dos Santos ·
2020: Larisa Iordache ·
2021: Jessica Gadirova ·
2022: Jessica Gadirova ·
2023: Jessica Gadirova ·
2024: Manila Esposito
1957: Larissa Latynina ·
1959: Natalia Kot ·
1961: Larissa Latynina ·
1963: Mirjana Bilić ·
1965: Věra Čáslavská ·
1967: Věra Čáslavská ·
1969: Karin Büttner-Janz ·
1971: Ljoedmila Toerisjtsjeva / Tamara Lazakovich ·
1973: Ljoedmila Toerisjtsjeva ·
1975: Nadia Comăneci ·
1977: Nadia Comăneci·
1979: Nadia Comăneci ·
1981: Maxi Gnauck ·
1983: Olga Bicherova ·
1985: Jelena Sjoesjoenova ·
1987: Daniela Silivaș ·
1989: Svetlana Boginskaja ·
1990: Svetlana Boginskaja ·
1992: Tetjana Goetsoe ·
1994: Gina Gogean ·
1996: Lilija Podkopajeva ·
1998: Svetlana Chorkina ·
2000: Svetlana Chorkina ·
2002: Svetlana Chorkina ·
2004: Alina Kozich ·
2005: Marine Debauve ·
2007: Vanessa Ferrari ·
2009: Ksenia Semyonova ·
2011: Anna Dementjeva ·
2013: Alia Moestafina ·
2015: Giulia Steingruber ·
2017: Ellie Downie ·
2019: Mélanie de Jesus dos Santos ·
2021: Viktoria Listoenova ·
2022: Asia D'Amato
2023: Jessica Gadirova
2024: Manila Esposito